# 749년

## 연호
- 당(唐) 천보(天寶) 8재
- 일본(日本) 덴표(天平) 21년 / 덴표칸포(天平感宝) 원년 / 덴표쇼호(天平勝宝) 원년

## 기년
- 당(唐) 현종(玄宗) 38년
- 신라(新羅) 경덕왕(景德王) 8년
- 발해(渤海) 문왕(文王) 13년